# Habibullah Karzai
Habibullah Khan Karzai ist ein einflussreicher afghanischer Politiker aus dem Popalsai-Clan. Er wird als ein Anführer der Karzai-Familie betrachtet. Sein jüngerer Bruder Abdullah Khan Karzai war der Vater des ehemaligen afghanischen Präsidenten Hamid Karzai.
Habibullah Khan Karzai diente König Mohammed Zahir Schah als spezieller Berater und Redenschreiber. Er arbeitete weiterhin als oberster Gesandter des Außenministeriums und Ständiger Vertreter Afghanistans bei den Vereinten Nationen.